# Matte box

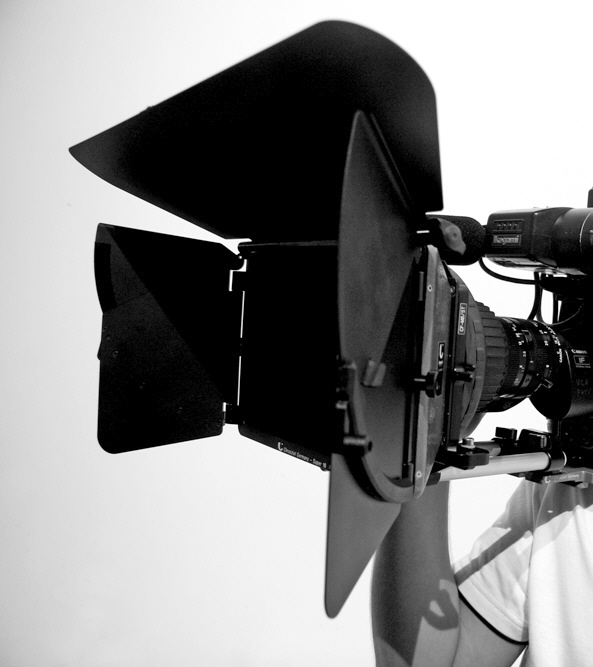
Matte box de una cámara cinematográfica

Un matte box, también conocido portafiltros o sistema de soporte de montaje rápido de filtros ópticos, es un accesorio que se instala al final de la óptica de la cámara y evita la entrada de luz y sus consecuentes destellos o reflejos. Funciona como una visera y se coloca en la parte frontal de la óptica de las cámaras fotográficas. Suele incluir unas aletas llamadas banderas francesas. Se fabrican matte boxes para cámaras HD, DV y de cine. Algunos se instalan con 2 varillas en la cámara o directamente en la lente. 
Se trata de un equipo utilizado en producciones audiovisuales tanto en exterior como en interiores, es un accesorio que consigue reducir la intensidad y los rayos directos que pueden entrar de una fuente de luz externa en la lente.
El matte box permite incorporar filtros que reducen la intensidad lumínica en el sensor y que permiten abrir el diafragma combatiendo así fenómenos como el de la difracción de la luz. La incorporación de filtros de Densidad Neutra (DN) permiten controlar la luz entrante a través de la óptica.